# 星本エリー
星本 エリー（ほしもと エリー、1983年10月31日 - ）は、日本の歌手。レコード会社はテイチク。

## 来歴
兵庫県姫路市出身。
2011年1月19日にテイチクエンターテイメントから「涙が止まらない」でメジャーデビュー。
趣味はボーリング・ダーツ・キックボクシング・旅行、特技はクラシックバレエ・ダンス（hiphop.jazz）。

## ディスコグラフィー

### シングル
- 涙が止まらない （売野雅勇作詞・鈴木キサブロー作曲）（2011年）、TBS「ひるおび」 エンディングテーマ[2]

## 出演

### TV
- 「少年H 青春篇」（2001年3月、CX）
- 「ほんまもん」（2001年、NHK）
- 「警部補マリコ」中畑京子役（2001年、ABC放送）
- 「まんてん」（2002年、NHK）
- 「てるてる家族」（2003年、NHK）
- 「剣客商売」（CX）
- 「洋子の演歌一直線」（テレビ東京）
- 「開運音楽堂」（TBS）
- 「小桜舞子のさくらむすび」（テレ玉）
- 「歌う門には福来る」（2014年1月1日～2018年1月1日、TCN）

### PV
- Janne Da Arc『HEAVEN』

### RADIO
- 大石吾朗 Premium G（2024年10月6日 - 、ミュージックバード） - アシスタント
- おはよう・わたらせ（2025年4月4日 - 、FMわたらせ） - 金曜担当
- おかえり・わたらせ（2025年4月4日 - 、FMわたらせ） - 金曜担当

### その他
- 「北海道 旅の悠休日」エンディングテーマ曲『亜麻色のため息』（2008年、BSフジ）
- 「ナイジェリアユニオンジャパン在日ナイジェリア連合会就任」国家斉唱（2014年5月25日）
- 「セ・パ交流戦、横浜DeNA VS オリックス」 国家斉唱（2014年6月14日、京セラドーム）
- 「DPI・NGO国連クラシックライブ協会主催『West side story 』」アニタ役（2017年3月、ウィメンズプラザホール）
- 「Women only」高宮ゆき役（2017年4月、中野HOPE）
- 宮古島シギラリゾート内にオープンしたオールディーズライブ＆ダイニングバー「Funky Flamingo(ファンキーフラミンゴ)」、ハウスバンド「宮古島グラフィティーズ」の第１期メンバー（メインボーカル）として参加（2018年9月- ）[3]